# Pilar (município de Buenos Aires)
Pilar é um partido da província de Buenos Aires, na Argentina. Possuía, de acordo com estimativa de 2019, 370.798 habitantes.